# Julien Lizeroux
Julien Lizeroux (ur. 5 września 1979 w Moûtiers) – francuski narciarz alpejski, trzykrotny medalista mistrzostw świata.

## Kariera
Po raz pierwszy na arenie międzynarodowej pojawił się 17 grudnia 1994 roku w Val Thorens, gdzie w zawodach FIS Race zajął 92. miejsce w gigancie. W 1998 roku wystartował na mistrzostwach świata juniorów w Megève, zdobywając brązowy medal w kombinacji. Na rozgrywanych rok później mistrzostwach świata juniorów w Pra Loup jego najlepszym wynikiem było ósme miejsce w slalomie.
W zawodach Pucharu Świata zadebiutował 23 stycznia 2000 roku w Kitzbühel, gdzie nie ukończył rywalizacji w slalomie. Pierwsze pucharowe punkty wywalczył 19 grudnia 2000 roku w Madonna di Campiglio, zajmując w tej samej konkurencji 15. miejsce. Na podium zawodów tego cyklu po raz pierwszy stanął 25 stycznia 2009 roku w Kitzbühel, wygrywając slalom. W zawodach tych wyprzedził swego rodaka, Jean-Baptiste'a Grange'a i Włocha Patricka Thalera. Najlepsze wyniki osiągnął w sezonie 2009/2010, kiedy zajął dziewiąte miejsce w klasyfikacji generalnej, a w klasyfikacji slalomu zajął drugie miejsce. Ponadto w sezonie 2008/2009 był trzeci w klasyfikacji slalomu.
W 2001 roku Francuz wystąpił na mistrzostwach świata w St. Anton, zajmując 25. miejsce w slalomie. Podczas rozgrywanych osiem lat później mistrzostw świata w Val d’Isère zdobył srebrne medale w slalomie i superkombinacji. W pierwszym wypadku wyprzedził go tylko Austriak Manfred Pranger, a w drugim lepszy był Aksel Lund Svindal z Norwegii. W superkombinacji awansował na podium z 22. miejsca, które zajmował po pierwszej części tej konkurencji (zjeździe). Ponadto w 2017 roku wspólnie z kolegami i koleżankami z reprezentacji zdobył złoty medal w drużynie podczas mistrzostw świata w Sankt Moritz. W 2010 roku wystąpił na igrzyskach olimpijskich w Vancouver, zajmując dziewiąte miejsce w slalomie i osiemnaste w superkombinacji. Brał też udział w rozgrywanych cztery lata później igrzyskach w Soczi, kończąc slalom na piętnastej pozycji.
W styczniu 2021 r. zakończył sportową karierę. W swoim ostatnim występie w PŚ w Schladming zajął 35. pozycję.

## Osiągnięcia

### Igrzyska olimpijskie
| Miejsce | Dzień     | Rok  | Miejscowość | Konkurencja     | Czas biegu | Strata | Zwycięzca        |
| ------- | --------- | ---- | ----------- | --------------- | ---------- | ------ | ---------------- |
| 18.     | 21 lutego | 2010 | Vancouver   | Superkombinacja | 2:44,92    | +3,44  | Bode Miller      |
| 9.      | 27 lutego | 2010 | Vancouver   | Slalom          | 1:39,32    | +1,40  | Giuliano Razzoli |
| 15.     | 22 lutego | 2014 | Soczi       | Slalom          | 1:41,84    | +2,48  | Mario Matt       |

### Mistrzostwa świata
| Miejsce | Dzień     | Rok  | Miejscowość       | Konkurencja     | Czas biegu | Strata | Zwycięzca            |
| ------- | --------- | ---- | ----------------- | --------------- | ---------- | ------ | -------------------- |
| 25.     | 10 lutego | 2001 | Sankt Anton       | Slalom          | 1:39,66    | +6,47  | Mario Matt           |
| 14.     | 17 lutego | 2007 | Åre               | Slalom          | 1:57,33    | +5,38  | Mario Matt           |
| 2.      | 9 lutego  | 2009 | Val d’Isère       | Superkombinacja | 2:23,00    | +0,90  | Aksel Lund Svindal   |
| 2.      | 15 lutego | 2009 | Val d’Isère       | Slalom          | 1:44,17    | +0,31  | Manfred Pranger      |
| 22.     | 15 lutego | 2015 | Vail/Beaver Creek | Slalom          | 1:57,47    | +3,96  | Jean-Baptiste Grange |
| 1.      | 14 lutego | 2017 | Sankt Moritz      | Drużynowo       | -          | -      | -                    |
| DSQ2    | 19 lutego | 2017 | Sankt Moritz      | Slalom          | 1:34,75    | -      | Marcel Hirscher      |

### Mistrzostwa świata juniorów
| Miejsce | Dzień     | Rok  | Miejscowość | Konkurencja | Czas biegu | Strata     | Zwycięzca             |
| ------- | --------- | ---- | ----------- | ----------- | ---------- | ---------- | --------------------- |
| 17.     | 26 lutego | 1998 | Megève      | Zjazd       | 1:20,39    | +1,27      | Andreas Buder         |
| 33.     | 28 lutego | 1998 | Megève      | Gigant      | 2:01,62    | +4,41      | Benjamin Raich        |
| 10.     | 1 marca   | 1998 | Megève      | Slalom      | 1:23,06    | +3,90      | Benjamin Raich        |
| 3.      | 1 marca   | 1998 | Megève      | Kombinacja  | 15,55 pkt  | +58,77 pkt | Benjamin Raich        |
| DNF     | 10 marca  | 1999 | Pra Loup    | Zjazd       | 1:08,50    | -          | Klaus Kröll           |
| 20.     | 13 marca  | 1999 | Pra Loup    | Gigant      | 1:48,10    | +2,57      | Christoph Alster      |
| 8.      | 14 marca  | 1999 | Pra Loup    | Slalom      | 1:34,96    | +1,52      | Massimiliano Blardone |

### Puchar Świata

#### Miejsca w klasyfikacji generalnej
- sezon 2000/2001: 78.
- sezon 2006/2007: 74.
- sezon 2007/2008: 17.
- sezon 2008/2009: 13.
- sezon 2009/2010: 9.
- sezon 2010/2011: 58.
- sezon 2013/2014: 96.
- sezon 2014/2015: 48.
- sezon 2015/2016: 35.
- sezon 2016/2017: 38.
- sezon 2017/2018: 59.
- sezon 2018/2019: 69.
- sezon 2019/2020: 105.

#### Miejsca na podium w zawodach
1. Kitzbühel – 25 stycznia 2009 (slalom) – 1. miejsce
2. Sestriere – 22 lutego 2009 (superkombinacja) – 2. miejsce
3. Kranjska Gora – 1 marca 2009 (slalom) – 1. miejsce
4. Åre – 14 marca 2009 (slalom) – 2. miejsce
5. Zagrzeb – 6 stycznia 2010 (slalom) – 3. miejsce
6. Adelboden – 10 stycznia 2010 (slalom) – 1. miejsce
7. Kitzbühel – 24 stycznia 2010 (slalom) – 2. miejsce
8. Kranjska Gora – 31 stycznia 2010 (slalom) – 3. miejsce
9. Monachium – 2 stycznia 2011 (slalom równoległy) – 2. miejsce